# Enrico Vialardi di Villanova
Enrico Vialardi di Villanova (Casale Monferrato, 3 marzo 1631 – Mantova, 6 dicembre 1711) è stato un vescovo cattolico italiano, vescovo di Mantova dal 3 marzo 1687 fino alla sua morte.

## Biografia
Teologo e predicatore, fu visitatore generale della Toscana e preposto del Collegio di Mantova. Di lui scrissero Leopoldo Cammillo Volta e Giuseppe Opprandino Arrivabene nel loro Compendio cronologico-critico della storia di Mantova: «Si mostrò sempre fermo a difendere l'immunità ecclesiastica a fronte di chiunque avesse tentato di violarla; e le diverse volte si presentò imperterrito, e parlò fortemente la voce di Apostolo ai Ministri, ed ai Capitani nelle guerre decorse: cosicché più d'ogn'altro Vescovo era il Vialardi rispettato, e temuto pel suo coraggio magnanimo, e per la sua franca risolutezza.». Era figlio del conte Marco Antonio Vialardi di Villanova, ambasciatore del duca di Mantova in Roma (1625- 1628), segretario della principessa Maria Gonzaga, segretario di Stato reggente il ducato di Mantova (1645) e membro del Consiglio di Stato (1648).
Fratello di Enrico fu Romoaldo, rettore dell'Accademia degli Invaghiti (1687), ministro e segretario di Stato (1676). Altro fratello fu Carlo Maria, governatore di Casale e Guastalla e ministro del ducato di Mantova (1691), Sovrintendente generale alle Vie di Comunicazione del ducato (1699) e membro del Consiglio di Reggenza con l'incarico di amministrare il Mantovano in assenza del duca Ferdinando Carlo di Gonzaga-Nevers (1703).

## Genealogia episcopale
La genealogia episcopale è:
- Cardinale Guillaume d'Estouteville, O.S.B.Clun.
- Papa Sisto IV
- Papa Giulio II
- Cardinale Raffaele Sansone Riario
- Papa Leone X
- Papa Paolo III
- Cardinale Francesco Pisani
- Cardinale Alfonso Gesualdo di Conza
- Papa Clemente VIII
- Cardinale Pietro Aldobrandini
- Cardinale Laudivio Zacchia
- Cardinale Antonio Barberini, O.F.M.Cap.
- Cardinale Marcantonio Franciotti
- Cardinale Giambattista Spada
- Cardinale Carlo Pio di Savoia
- Vescovo Enrico Vialardi di Villanova